# Машковский, Ян
Ян Канты Игнацы Машковский (пол. Jan Kanty Ignacy Maszkowski; 1793, Хоростков (теперь в Тернопольской области Украины — 1865, Борщовичи, рядом со Львовом) — польский художник.

## Биография
Машковский родился в Хоросткове в 1793 году. С 1813 по 1818 год учился в художественной школе при Львовском университете. С 1815 обучался живописи в венской академии изобразительных искусств под руководством Генриха Фюгера и Иоганна Баптиста Лампи (старшего). Посетил Неаполь, Флоренцию и Венецию. С 1820 по 1824 год учился живописи в Риме в Академии Святого Луки.
Писал портреты, исторические картины и жанровые сцены.
Преподавал во львовской художественной школе. Среди его учеников были: Юлиуш Коссак, Артур Гротгер, Александр Рачинский и Генрих Родаковский.

## Семья
Ян Машковский был отцом:
- Кароля (ум.1885) — профессора, ректора Львовского политехнического института (1875—1876)
- Марцеля (1837—1862) — художника-портретиста
- Рафала Людвика (1838—1901) — известного в Европе польского скрипача и дирижёра
- Фридерики

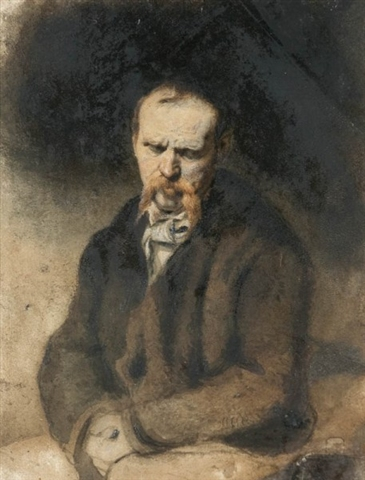
Портрет мужчины
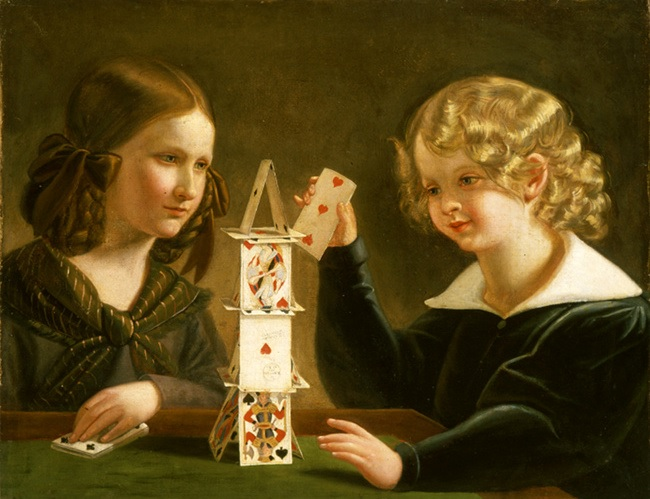
Карточный домик.Дети художника Фридерика и Рафал
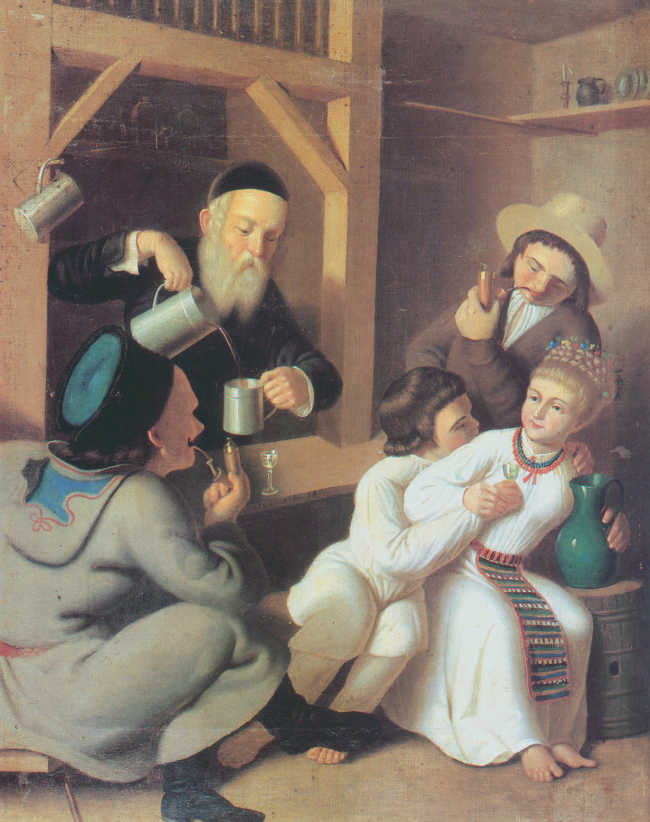
В корчме на Подолье